# Сёгор, Мадс
Мадс Сёгор (дат. Mads Søgaard; родился 13 декабря 2000, Ольборг, Дания) — датский хоккеист, вратарь.

## Карьера
В раннем возрасте уехал в США. Два сезона Сёгор удачно выступал в Западной хоккейной лиге за канадский «Медисин-Хат Тайгерс». В 2019 году попал на драфт НХЛ. Перед его началом датчанин занял второе место среди всех голкиперов, участвовавших в нём. По его итогам был выбран во втором раунде клубом «Оттава Сенаторз». В 2020 году вратарь дебютировал в АХЛ в составе «Белвилл Сенаторз», но большую часть сезона он провел в аренде на родине в команде «Эсбьерг Энерджи».
Дебютировал в НХЛ, 1 апреля 2022 года в матче с «Детройт Ред Уингз», в котором «Сенаторз» выиграли со счётом 5:2. В феврале 2023 года за пять проведённых матчей, в которых было одержано 4 победы, был признан «Лучшим новичком месяца» в НХЛ.

## В сборной
В течение нескольких лет Мадс Сёгор успешно выступал за юниорские и молодёжную сборную Дании. В 2021 году впервые в карьере вошёл в заявку главной национальной команды на чемпионат мира в Латвии. На дебютном мировом первенстве вратарь появился лишь во время буллитной серии в заключительном матче датчан против Чехии: по её ходу Сёгор заменил Себастьяна Дама, но не помог партнерам добиться победы (1:2 Б).